# Keramikdrahtnetz

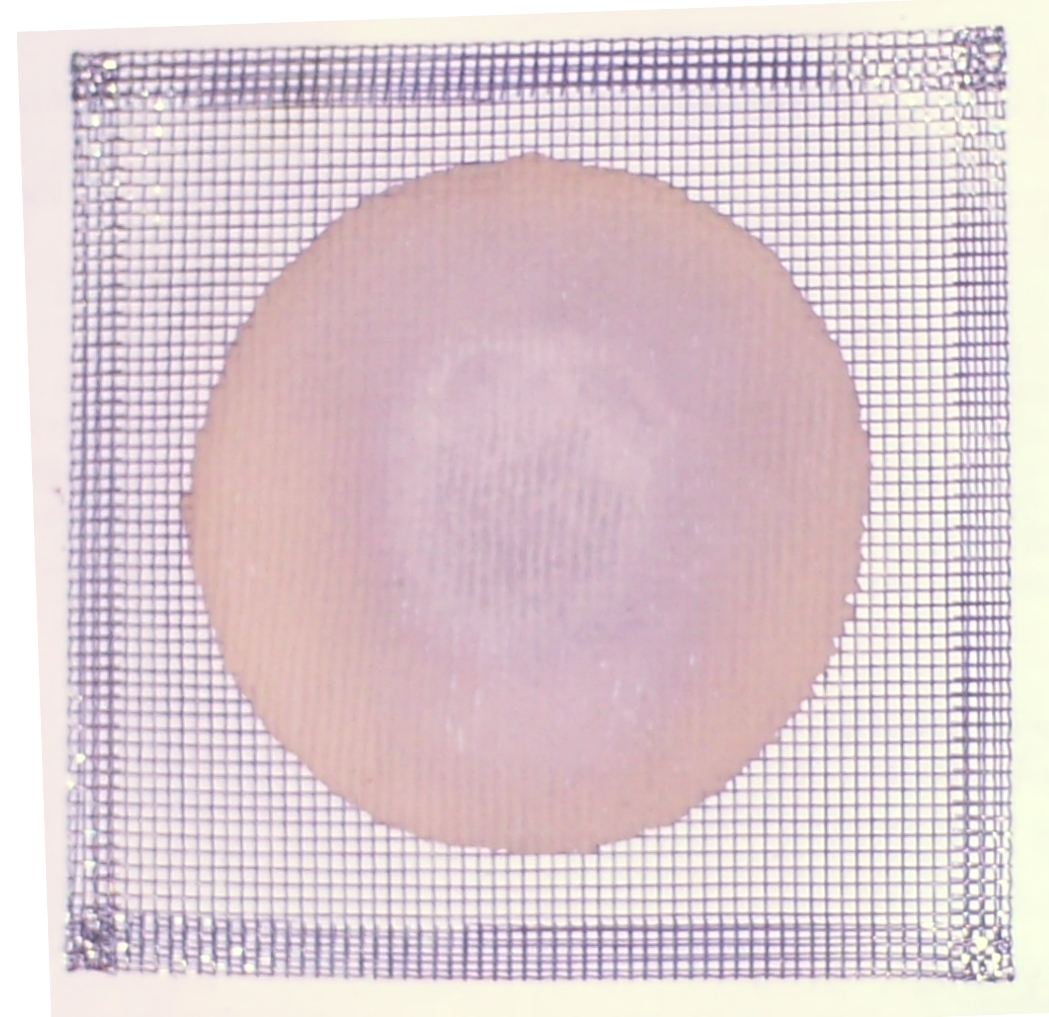
Drahtnetz mit Keramikbeschichtung

Erhitzen von Flüssigkeiten im Labor

Keramikdrahtnetze sind im Labor ein Hilfsmittel bei der Erhitzung mittelgroßer Flüssigkeitsmengen in Glasgefäßen mit flachem Boden über einer Flamme.
Das Keramikdrahtnetz besteht aus einem metallischen Drahtnetz, das in der Mitte auf beiden Seiten kreisrund mit einer dünnen Beschichtung aus feuerfesten Keramikfasern versehen ist.
Eine kleine Menge Pulver unmittelbar auf den Keramikfleck aufgeschüttet kann zur gut sichtbaren Verbrennung von unten entzündet werden.

## Verwendung
Das Drahtnetz wird zentriert auf einen Dreifuß oder einen Stativring gelegt. Das zu erhitzende Laborgerät, meist Erlenmeyerkolben oder Bechergläser, werden mittig auf die Beschichtung gestellt. Der Brenner, meist ein Bunsen- oder Teclubrenner, befindet sich zentral unter dem Keramikdrahtnetz.
Durch die kreisrunde Keramikbeschichtung wird die erzeugte Wärme gleichmäßig auf das Gefäß verteilt. Weiter verhindert es bei einer leuchtenden Brennerflamme, dass das Glasgefäß verrußt. Die Verwendung von Dreifuß und Drahtnetz ermöglicht zudem eine rasche Entfernung des Brenners unter dem Glasgefäß und damit einen sofortigen Stopp der Wärmezufuhr.
Früher enthielt die Beschichtung gesundheitsschädliche Asbestfasern.

## Ausführungen
Keramikdrahtnetze sind quadratisch, weisen einen umgefalzten Rand auf, an dem sie flammennah auch sicher mit einer Tiegelzange erfasst werden können und der Ausfransen verhindert. Die Netze sind aus ausreichend starkem schwarzem oder aluminisiertem Eisendraht oder aus nichtrostendem Stahl, jeweils in Leinenbindung gewebt.
Typische Größen reichen von 10 bis 20 cm Seitenlänge des Quadrats.